# Antonio Nunziante (politico)
Antonio Nunziante (Napoli, 4 maggio 1830 – Napoli, 27 marzo 1900) è stato un politico italiano.
Fu senatore del Regno d'Italia nella XVII legislatura.